# Lnáře
Lnáře (en allemand : Schlüsselburg) est une commune du district de Strakonice, dans la région de Bohême-du-Sud, en République tchèque. Sa population s'élevait à 703 habitants en 2020.

## Géographie
Lnáře est arrosée par la rivière Lomnice, et se trouve à 8 km au nord-ouest de Blatná, à 24 km au nord-nord-ouest de Strakonice, à 74 km au nord-ouest de České Budějovice et à 84 km au sud-ouest de Prague.
La commune est limitée par Předmíř au nord, par Kocelovice à l'est, par Tchořovice et Kadov au sud, et par Hradiště et Kasejovice à l'ouest.

## Histoire
La première mention écrite du village date de 1318, lorsqu'il est question du propriétaire du village de Habart de Lnáře à l'époque. Le village de Zahorčice est mentionné pour la première fois en 1383. Au XIVe siècle, la tradition de l'élevage des étangs a commencé. L'exploitation des étangs et la sylviculture sont devenues les principales sources de revenus de la seigneurie au cours des siècles suivants. La première mention de la forteresse et de l'étang en contrebas date de 1465,.

## Patrimoine

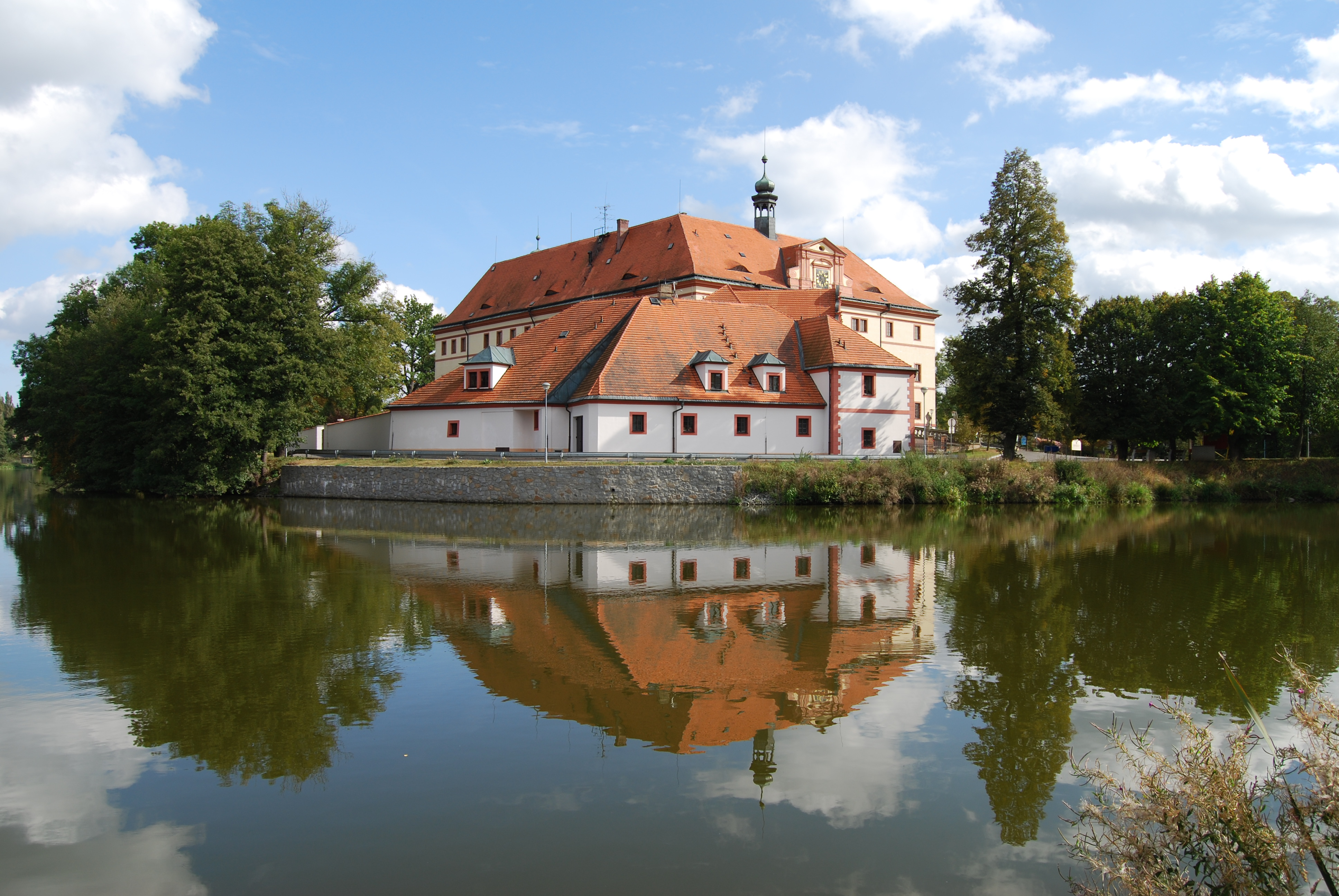
Vieille forteresse.

## Administration
La commune se compose de 2 quartiers :
- Lnáře
- Zahorčice

## Personnalités
- Les acteurs et époux Karolina Slunéčková (1934-1983) et Rudolf Vodrážka (1932-2001), sont enterrés dans le cimetière de la commune.